# Dillwynia phylicoides
Dillwynia phylicoides är en ärtväxtart som beskrevs av Allan Cunningham. Dillwynia phylicoides ingår i släktet Dillwynia och familjen ärtväxter. Inga underarter finns listade i Catalogue of Life.